# Kustkullspindel
Kustkullspindel (Hypomma fulvum) är en spindelart som först beskrevs av Friedrich Wilhelm Bösenberg 1902.  Kustkullspindel ingår i släktet Hypomma och familjen täckvävarspindlar. Enligt den finländska rödlistan är arten nära hotad i Finland. Enligt den svenska rödlistan är arten nära hotad i Sverige. Arten förekommer i Götaland och Svealand. Artens livsmiljö är strandängar vid Östersjön. Inga underarter finns listade i Catalogue of Life.